# Marchio di certificazione internazionale di commercio equo e solidale
Il Marchio di certificazione internazionale di commercio equo e solidale è un marchio di certificazione indipendente usato in oltre 50 paesi di proprietà e registrato internazionalmente da Fairtrade International (FLO) a nome dei suoi 25 membri e della sua rete di produttori associati. 
Perché un prodotto possa avere il marchio Fairtrade ovvero equo e solidale deve essere controllato e certificato dall'organizzazione FLO-CERT.
Le colture devono crescere ed essere raccolte secondo gli standard del Commercio equo e solidale internazionale decisi da Fairtrade International; anche tutta la filiera è controllata da FLO-CERT per assicurare l'integrità dei prodotti etichettati. Solo i licenziatari autorizzati possono usare il marchio sui loro prodotti.
Graficamente, il marchio mostra una sagoma umana con il braccio destro alzato, nera su sfondo azzurro e verde. Questa persona, allegra, rappresenta sia i produttori che celebrano un accordo sano e corretto attraverso il commercio equo e solidale e i consumatori che conoscono e riconoscono di compiere un'azione positiva nell'acquisto di prodotti equi e solidali.  
Dal 2006 vi sono prodotti con questo marchio in diverse categorie: caffè, the, cioccolata, cacao, zucchero, banane, mele, pere, uva, limoni, arance, clementine, lychees, avocado, mango, succhi di frutta, peperoni, piselli frutta secca, torte e biscotti, miele, muesli, barrette di cereali, marmellate, spezie, nocciola, olio, vino, birra, rum, fiori, riso, yogurt, cibo per bambini, cotone, lana, prodotti di cotone, oro. 
Il caffè fu primo prodotto con questo marchio, lanciato nei Paesi Bassi nel 1988.